# Liste des municipalités de l'État de Sonora

Armoiries de l'État de Sonora

L'État de Sonora est divisé en 72 municipalités. La capitale est Hermosillo.

## Liste des municipalités et des codes INEGI associés
Le code INEGI complet de la municipalité comprend le code de l'État - 26 - suivi du code de la municipalité. Exemple : Hermosillo = 26030. Chaque municipalité comprend plusieurs localités. Ainsi, pour le chef-lieu de la municipalité d'Hermosillo, la ville d'Hermosillo : 260300001.

État de San Luis Potosí

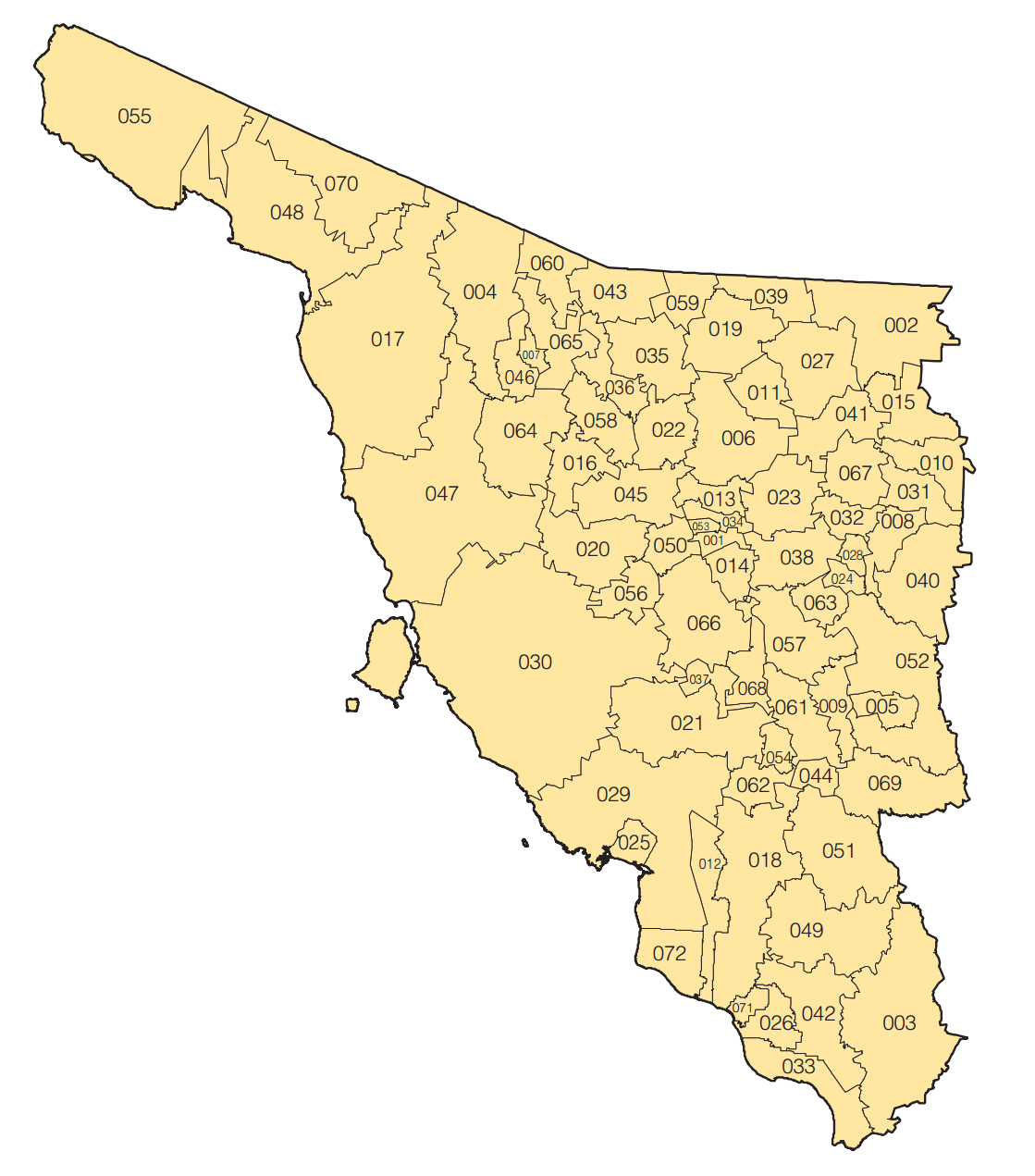
Municipalités du San Luis Potosí

| Code INEGI | Municipalité                  | Chef-lieu de la municipalité | Date de création | Population (2010) | Superficie (km²) |
| ---------- | ----------------------------- | ---------------------------- | ---------------- | ----------------- | ---------------- |
| 001        | Aconchi                       | Aconchi                      | 1932             | 2 637             | 367,96           |
| 002        | Agua Prieta                   | Agua Prieta                  | 1916             | 79 138            | 3943,07          |
| 003        | Álamos                        | Álamos                       | 1825             | 25 848            | 6426,22          |
| 004        | Altar                         | Altar                        | 1825             | 9 049             | 4455,44          |
| 005        | Arivechi                      | Arivechi                     | 1932             | 1 253             | 662,58           |
| 006        | Arizpe                        | Arizpe                       | 1825             | 3 037             | 3073,17          |
| 007        | Atil                          | Atil                         | 1934             | 625               | 298,13           |
| 008        | Bacadéhuachi                  | Bacadéhuachi                 | 1931             | 1 252             | 1066,38          |
| 009        | Bacanora                      | Bacanora                     | 1932             | 784               | 1131,11          |
| 010        | Bacerac                       | Bacerac                      | 1825             | 1 467             | 1343,86          |
| 011        | Bacoachi                      | Bacoachi                     | 1825             | 1 646             | 1231,69          |
| 012        | Bácum                         | Bácum                        | 1931             | 22 821            | 1578,16          |
| 013        | Banámichi                     | Banámichi                    | 1931             | 1 646             | 807,70           |
| 014        | Baviácora                     | Baviácora                    | 1931             | 3 560             | 841,95           |
| 015        | Bavispe                       | Bavispe                      | 1931             | 1 454             | 1722,43          |
| 016        | Benjamín Hill                 | Benjamín Hill                | 1952             | 5 275             | 1408,55          |
| 017        | Caborca                       | Heroica Caborca              | 1890             | 81 309            | 10 737,35        |
| 018        | Cajeme                        | Ciudad Obregón               | 1927             | 409 310           | 4882,65          |
| 019        | Cananea                       | Heroica Ciudad de Cananea    | 1901             | 32 936            | 2312,01          |
| 020        | Carbó                         | Carbó                        | 1952             | 5 347             | 2583,28          |
| 021        | La Colorada                   | La Colorada                  | 1899             | 1 663             | 4123,05          |
| 022        | Cucurpe                       | Cucurpe                      | 1932             | 958               | 1567,99          |
| 023        | Cumpas                        | Cumpas                       | 1933             | 6 362             | 2010,43          |
| 024        | Divisaderos                   | Divisaderos                  | 1932             | 813               | 394,16           |
| 025        | Empalme                       | Empalme                      | 1953             | 54 131            | 593,22           |
| 026        | Etchojoa                      | Etchojoa                     | 1909             | 60 717            | 949,85           |
| 027        | Fronteras                     | Fronteras                    | 1931             | 8 639             | 2624,36          |
| 028        | Granados                      | Granados                     | 1932             | 1 150             | 363,93           |
| 029        | Guaymas                       | Heroica Guaymas              | 1825             | 149 299           | 7987,23          |
| 030        | Hermosillo                    | Hermosillo                   | 1825             | 784 342           | 15 720,35        |
| 031        | Huachinera                    | Huachinera                   | 1952             | 1 350             | 1198,24          |
| 032        | Huásabas                      | Huásabas                     | 1932             | 962               | 821,90           |
| 033        | Huatabampo                    | Huatabampo                   | 1898             | 79 313            | 1933,20          |
| 034        | Huépac                        | Huépac                       | 1931             | 1 154             | 421,92           |
| 035        | Imuris                        | Imuris                       | 1931             | 12 316            | 2171,11          |
| 036        | Magdalena                     | Magdalena de Kino            | 1825             | 29 707            | 1240,94          |
| 037        | Mazatán                       | Mazatán                      | 1934             | 1 350             | 684,42           |
| 038        | Moctezuma                     | Moctezuma                    | 1825             | 4 680             | 1867,36          |
| 039        | Naco                          | Naco                         | 1937             | 6 401             | 1238,90          |
| 040        | Nácori Chico                  | Nácori Chico                 | 1934             | 2 051             | 2832,84          |
| 041        | Nacozari de García            | Nacozari de García           | 1912             | 12 751            | 1735,45          |
| 042        | Navojoa                       | Navojoa                      | 1825             | 157 729           | 2778,12          |
| 043        | Nogales                       | Heroica Nogales              | 1884             | 220 292           | 1754,24          |
| 044        | Onavas                        | Onavas                       | 1935             | 399               | 535,28           |
| 045        | Opodepe                       | Opodepe                      | 1934             | 2 878             | 2237,09          |
| 046        | Oquitoa                       | Oquitoa                      | 1934             | 443               | 916,76           |
| 047        | Pitiquito                     | Pitiquito                    | 1914             | 9 468             | 9823,33          |
| 048        | Puerto Peñasco                | Puerto Peñasco               | 1952             | 57 342            | 6163,03          |
| 049        | Quiriego                      | Quiriego                     | 1932             | 3 356             | 3711,37          |
| 050        | Rayón                         | Rayón                        | 1935             | 1 599             | 880,36           |
| 051        | Rosario                       | Rosario                      | 1879             | 5 226             | 3593,51          |
| 052        | Sahuaripa                     | Sahuaripa                    | 1834             | 6 020             | 5064,46          |
| 053        | San Felipe de Jesús           | San Felipe de Jesús          | 1932             | 396               | 151,38           |
| 054        | San Javier                    | San Javier                   | 1934             | 492               | 537,10           |
| 055        | San Luis Río Colorado         | San Luis Río Colorado        | 1939             | 178 380           | 8910,37          |
| 056        | San Miguel de Horcasitas      | San Miguel de Horcasitas     | 1934             | 8 382             | 1119,83          |
| 057        | San Pedro de la Cueva         | San Pedro de la Cueva        | 1932             | 1 604             | 2230,59          |
| 058        | Santa Ana                     | Santa Ana                    | 1935             | 16 014            | 1481,38          |
| 059        | Santa Cruz                    | Santa Cruz                   | 1931             | 1 998             | 1001,81          |
| 060        | Sáric                         | Sáric                        | 1934             | 2 703             | 1329,33          |
| 061        | Soyopa                        | Soyopa                       | 1935             | 1 284             | 1716,77          |
| 062        | Suaqui Grande                 | Suaqui Grande                | 1935             | 1 121             | 915,35           |
| 063        | Tepache                       | Tepache                      | 1932             | 1 365             | 779,86           |
| 064        | Trincheras                    | Trincheras                   | 1916             | 1 731             | 3008,28          |
| 065        | Tubutama                      | Tubutama                     | 1934             | 1 735             | 1750,41          |
| 066        | Ures                          | Heroica Ciudad de Ures       | 1825             | 9 185             | 3087,14          |
| 067        | Villa Hidalgo                 | Villa Hidalgo                | 1931             | 1 738             | 1471,65          |
| 068        | Villa Pesqueira               | Villa Pesqueira (Mátape)     | 1934             | 1 254             | 1124,31          |
| 069        | Yécora                        | Yécora                       | 1935             | 6 046             | 2665,93          |
| 070        | General Plutarco Elías Calles | Sonoita                      | 1989             | 15 625            | 3655,92          |
| 071        | Benito Juárez                 | Villa Juárez                 | 1996             | 22 009            | 369,10           |
| 072        | San Ignacio Río Muerto        | San Ignacio Río Muerto       | 1996             | 14 136            | 1384,28          |